# Jessy Hodges
 (mai 2022).
Si vous disposez d'ouvrages ou d'articles de référence ou si vous connaissez des sites web de qualité traitant du thème abordé ici, merci de compléter l'article en donnant les références utiles à sa vérifiabilité et en les liant à la section « Notes et références ».
Pour les articles homonymes, voir Jessy et Hodges.
Jessy Hodges est une actrice américaine. 

## Filmographie
- 2006 : Satan's Playground : la teenager perdue
- 2009 : Road of Darkness (court métrage) : Sara
- 2011 : Greek (série télévisée) : Hillary, l'assistante de Lasker (un épisode)
- 2008-2012 : Anyone But Me (série télévisée) : Sophie Parker (24 épisodes)
- 2012 : April High Five (TV Mini-Series short)
- 2012 : Grey's Anatomy (série télévisée) : Donna Freeman (un épisode)
- 2013 : True Blood (série télévisée) : Mustard (deux épisodes)
- 2013 : Beside Still Waters : Charley
- 2011-2014 : Next Time on Lonny (série télévisée) : Libby (deux épisodes)
- 2014 : Enlisted (série télévisée) : Erin (cinq épisodes)
- 2014 : The Sound and the Shadow : Story
- 2014 : Girlfriends' Guide to Divorce (série télévisée) : Natalie (deux épisodes)
- 2014 : Britanick (mini-série) : Ashley
- 2015 : Hindsight (série télévisée) : Melanie Morelli (dix épisodes)
- 2015 : Big Time in Hollywood, FL (série télévisée) : Tabitha (un épisode)
- 2016 : Good Fortune (téléfilm) : June
- 2016 : How to Lose Weight in 4 Easy Steps (court métrage) : Melissa
- 2016 : Mike & Molly (série télévisée) : Maura (un épisode)
- 2016 : Crunch Time (mini-série) : Hannah (six épisodes)
- 2017 : Tilt : Kendra
- 2017 : The Last Tycoon (série télévisée) : Molly (un épisode)
- 2017 : You're the Worst (série télévisée) : la jogueuse (un épisode)
- 2017 : Graves (série télévisée) : Farrah (cinq épisodes)
- 2018 : Here & Now (série télévisée) : Courtney (un épisode)
- 2019 : Plus One : Amanda